# Folkehelseinstituttet
Das Folkehelseinstituttet (deutsch: Volksgesundheitsinstitut, kurz FHI, auch Folkehelsa oder Nasjonalt folkehelseinstitutt) ist ein dem norwegischen Gesundheitsministerium (Helse- og omsorgsdepartementet) unterstelltes Verwaltungsorgan. Es ist zuständig für die Aufsicht, Forschung, Dienstleistung und Beratung im Gesundheitswesen. Der Hauptsitz befindet sich in Oslo.

## Geschichte

### Entstehungsgeschichte
Im Jahr 1929 wurde das staatliche Institut für Volksgesundheit (Statens institutt for folkehelse) gegründet, deren Hauptaufgabe zunächst im Bereich des Infektionsschutzes lag. Zu diesem Zeitpunkt hatte die Behörde 18 Angestellte, von denen viele nicht entlohnt wurden. In den 1970er-Jahren wurde es vermehrt auch bei nicht durch Ansteckungen übertragenen Krankheiten tätig, also etwa bei psychischen Erkrankungen. Es wurden zudem Abteilungen für Toxikologie und Epidemiologie eingerichtet. In den 1980er-Jahren wurde ebenfalls Forschung in den Aufgabenbereich der Behörde aufgenommen.
Von 2002 bis 2003 erfolgte die Zusammenlegung des staatlichen Instituts für Volksgesundheit mit anderen Behörden. Daraus entstand die neue Organisation Nasjonalt folkehelseinstitutt (deutsch: Nationales Volksgesundheitsinstitut), mit der Kurzform Folkehelseinstituttet. Dieses hatte nun die Zuständigkeit für alle nationalen Gesundheitsregister, mit Ausnahme des für Krebserkrankungen.
In den Jahren 2005 bis 2006 wurde der Zuständigkeitsbereich erneut geändert. Das FHI begann, verstärkt auf die soziale Ungleichheit im Gesundheitssystem aufmerksam zu werden und es wurde eine Abteilung für mentale Gesundheit eingerichtet. Außerdem wurde es für Prävention von Gesundheitsbeeinträchtigungen aufgrund von Tabakkonsum, Alkohol- und Drogenmissbrauch, mangelnder physischer Aktivität, Übergewicht und ungeschützten Geschlechtsverkehr aufmerksam. Im Jahr 2007 lag die Anzahl der Angestellten bei etwa 900.
2011 wurde auch die Rechtsmedizin in die Behörde eingegliedert. Im Jahr 2017 wurde die Abteilung an das Universitätsklinikum von Oslo überführt.

### Leiter
- 1929–1956: Einar Aaser
- 1957–1983: Christian Lerche
- 1984–2001: Bodolf Hareide
- 2002–2012: Geir Stene-Larsen
- 2012–2023: Camilla Stoltenberg
- 2023–2024: Gun Peggy Knudsen
- seit 2024: Guri Rørtveit

## Aufgaben
Das Folkehelseinstituttet ist für Ansteckungsschutz, psychische und physische Gesundheit, Umweltgesundheit, Rauschmittel, Tabak, Ernährung, präventive Gesundheitsmaßnahmen sowie internationale Gesundheit zuständig.
Eine zentrale Aufgabe ist die Analyse von Gesundheitsdaten, mit denen der Gesundheitszustand Norwegens ermittelt werden soll. Die Behörde ist für zehn der fünfzehn zentralen Gesundheitsregister Norwegens verantwortlich. Mit Hilfe der vom Institut betriebenen Forschung soll das FHI auf Wissenschaft beruhende Beratung leisten können.